# しるバ.
『しるバ.』は爆天童による4コマ漫画作品。『月刊コンプエース』（角川書店）にて連載されていた。悪の秘密結社の娘『しるば』のマッタリとした学校生活を描くギャグ漫画。

## 主な登場人物
※キャストはドラマCDのもの

### ゼノスカール帝国
安田 しるば（やすだ しるば）
声 - 仁後真耶子
主人公。フルネームは「安田ゼノスカール＝シルバ」。クラスメイトや秘密結社の面々には「しるば」と平仮名で呼ばれる。祖父が悪の秘密結社『ゼノスカール帝国』の大総統で、彼女自身の将来の夢も「悪の組織の大幹部」である。そんな生い立ちでも結構ピュアな性格をしている……はずが、回を追うごとに“黒い”シーンが増加している。組織の経済財政が悪い所為か、あらゆる食べ物に目が無い。
しるばが持っている鎌は母親のステラから受け継いだものだがまだ使いこなせていない。
デフォルメ化されることの多い本編ではわかり辛いが、かなり小柄で、ナナミと並ぶと頭ひとつ分くらい身長が低い。その可愛らしい容姿のため、学校の上級生に人気がある。
八雲 いづる（やくも いづる）
声 - 斎藤千和
シルバのクラスメイト。登校中、ある妖精に脅され、魔法少女にされてしまう。だが、その容姿は紙袋を被って、眼の部分に穴を開けただけという変質者のような出で立ちだった。
妖精が、ステラによって倒された後は、しるばの助言により、魔法の杖（妖精）を直してもらう為に博士の所に行ったところ、改造され悪の秘密結社の一員にされてしまい、以降はしるばと共に行動するようになる。
本人は今でも自分は魔法少女だと言い張っているが博士に勝手に改造され、ロケットパンチやドリル、反陽子爆弾、さらには最新鋭ゲーム機などの機能が26種類搭載されており、完全にロボットになってしまっている。
紙袋（いづるヘッド）は取り外し可能だがいづるが装着していないと落ち着かないくなったらしく、常に装着している。
安田 ステラ（やすだ すてら）
声 - 生天目仁美
しるばの母親。15歳（あくまで自称）。天真爛漫でマイペース。しょっちゅう娘の学校の授業に参加している（目当ては給食）。いづるを魔法少女にした妖精曰く、過去には「ヘドリアンの魔女」と呼ばれ、妖精の部隊を一瞬で壊滅させたりもしていた。夫の戦闘員に一目惚れし結婚。しかし、総帥である父親に強く反対された為に組織が壊滅寸前に陥る程の大喧嘩を繰り広げ今に至る、現在でも結婚を反対した父親を許してはいない。
ハルミお姉さん
声 - 伊藤静
シルバが所属している秘密結社の偉い人（支部長）。眼の色が赤い。悪の秘密結社の経営状況は非常に悪い為、組織の運営に頭を悩ませている。
過去、ステラに憧れて悪の秘密結社に入ったが、真面目な性格が災いして苦労している。博士とは同期。毎日牛乳を飲んでいるにも関わらず、貧乳なのが悩み。近所の商店街で人気が高い。
秘密基地に潜入してきたロボを周囲にを無数の光弾を展開して撃退するなど高い戦闘能力を擁している。
博士
声 - たかはし智秋
お姉さんの同期。お姉さんの困った顔が好きで、その顔が見たいため、頑張って新兵器の改造や怪人の改造手術に費用を使っている。
佐藤（さとう）
声 - 檜山修之
補充戦闘員としてシルバの支部に配属された怪人。当初は猫の顔の怪人だったが、博士の手術によって猫耳ショタへと改造される。改造前は30歳以上の年齢だったが、現在は少女といえるお年頃な肉体年齢。ちなみに男。
森崎（もりさき）
声 - 玄田哲章
シルバの支部の上級戦闘員。その容姿はポケモンのカメックス似。博士に大改造されそうになった事がある。
元々はステラが縁日で買ったミドリガメだった。
容姿の割に常識人。
戦闘員
秘密結社の手先。主な仕事は、コンビニや新聞配達などのアルバイトで、貧乏な組織の運営費を稼ぐ事。街で見かける事も多いらしい。
しるばの父親も戦闘員で以前はマグロ漁船に出稼ぎに出ており、現在はダイヤモンド鉱山で働いている。

### クラスメイト・教師
北見 ナナミ（きたみ ななみ）
声 - 今井麻美
シルバのクラスメイト。常識人ゆえにシルバ達の行動に振り回される事もしばしば。
乙部 ハルカ（おとべ はるか）
声 - 井上麻里奈
シルバのクラスメイト。ノリとテンションが高いトラブルメーカー。委員長を務めているが、クラスの面々から信頼は全くされていない。
島牧 マキ（しままき まき）
声 - 佐藤利奈
シルバのクラスメイト。大人しい性格の副委員長で、ハルカのフォローに回る事が多い。
神園（かみぞの）
シルバのクラスを担当している教師（担任ではない）。科目は不明。女性だが『MMR』のキバヤシのような容姿で、しゃべり方も男性的。片づけが極度に苦手。
栗山（くりやま）
シルバのクラスの体育を担当している教師。神園とは旧知の間柄で、部屋を片づけに行ったりしている。巨乳。
シルバたちの担任
男性教師。名前は不明。ハルミに一目惚れし、しるばにハルミグッズを密かに注文したりしている。

### その他
妖精
いづるを半ば脅すように魔法少女にした妖精。過去にステラに自身が指揮する部隊を壊滅させられ身体を八つ裂きにされたのを恨み、いづるを利用して復讐しようとしたがステラに瞬殺されバラバラにされてしまう。
魔法少女
声 - 中村繪里子
悪と戦うべく現われた少女。ちょっと歪んだ正義感を持っている。シルバ達の組織に勝負を挑んだりするが、結構酷い目にあう。ちなみに本名は不明。
近所のチビっこ
魔法幼女な双子。魔法少女に懐く。やはり本名は不明。